# Zofia Marcinkowska
Zofia Marcinkowska (ur. 22 października 1940 w Wieliczce, zm. 8 lipca 1963 w Krakowie) – polska aktorka.

## Życiorys
Córka Janiny (z domu Goettel) i Tadeusza Pietscha. Jej ojciec był prawnikiem, działaczem socjalistycznym i ruchu oporu; zginął 8 sierpnia 1944 w powstaniu warszawskim, został pochowany na cmentarzu Obrońców Warszawy na Woli. Jej matka wyszła ponownie za mąż, za lekarza Włodzimierza Marcinkowskiego, który adoptował Zofię.
Ukończyła szkołę podstawową i liceum ogólnokształcące w Krakowie. Po maturze rozpoczęła studia w Państwowej Wyższej Szkole Teatralnej w Krakowie. Na pierwszym roku studiów w 1959 wystąpiła w filmie Bohdana Poręby Lunatycy. Ze względu na złamanie obowiązującego regulaminu została usunięta ze szkoły. Studia aktorskie kontynuowała w Państwowej Wyższej Szkole Teatralnej w Warszawie, którą ukończyła w 1962.
W 1960 zagrała w filmie Kazimierza Kutza Nikt nie woła. Film przyjęto dość chłodno, ale dostrzeżono duży talent aktorski Marcinkowskiej. Po studiach wróciła do Krakowa, gdzie otrzymała angaż do Starego Teatru. W 1963 zagrała ostatni raz występując w filmie Weekendy, nowela Autobusy jak żółwie.
Była w związku z aktorem Zbigniewem Wójcikiem (1932–1963), który był uzależniony od alkoholu, przez co często dochodziło między nimi do kłótni i przemocy. 8 lipca 1963 podczas jednej z awantur Wójcik upadł i uderzył się w głowę, a Marcinkowska – przekonana o nieumyślnym spowodowaniu śmierci partnera – popełniła samobójstwo, zatruwając się gazem; Wójcik zmarł kilka godzin później. Została pochowana na cmentarzu Rakowickim w Krakowie.

## Filmografia
- 1959: Lunatycy – Basia Witecka[1][7][6]
- 1960: Nikt nie woła – Lucyna
- 1963: Weekendy, nowela Autobusy jak żółwie – kelnerka

## Teatr
- 1962: Sceny z dramatów, Juliusz Słowacki – Beatrix, Goplana
- 1963: Major Barbara, George Bernard Shaw – Sara[8]